# فينسينت كايمر
فينسينت كايمر هو لاعب شطرنج ألماني وحاصل على لقب أستاذ كبير، ولد في 15 نوفمبر 2004.

## روابط خارجية
- فينسينت كايمر على موقع الاتحاد الدولي للشطرنج (الإنجليزية)
- فينسينت كايمر على موقع مباريات الشطرنج (الإنجليزية)
- فينسينت كايمر على موقع 365Chess.com (الإنجليزية)
- فينسينت كايمر على موقع Chesstempo.com (الإنجليزية)
- فينسينت كايمر سجل أولمبياد الشطرنج على موقع OlimpBase.org (الإنجليزية)